# 夸恩德貝勒
夸恩德貝勒 （KwaNdebele）是南非在種族隔離時期建立的一個班圖斯坦，以安置恩德貝勒人之用。1981年宣佈「自治」。1994年重返南非。